# Plutarkhosz
Plutarkhosz (Khairóneia, 46/48 – Khairóneia, 125/127) görög közép-platonista krónikás, életrajzíró, akit, miután római polgár lett, Lucius Mestrius Plutarchus (görögül: Μέστριος Πλούταρχος) névvel illették. Az ókori görög és latin nyelvű nagy jelentőségű történetírók közé tartozik. Ismertségét fő műve, a „Párhuzamos életrajzok” (gör. Bioi paralelloi) hozta meg számára, melyben a mitológiai időktől kezdődően egészen koráig fontos közszereplők, törvényhozók, államférfiak, hadvezérek életét írja le huszonkét kötetben.

## Élete

### Fiatalsága
Jómódú boiótiai birtokos családba született, mikor már az egész görög világ a Római Birodalomhoz tartozott. Gondtalanul töltötte tanulóéveit, melynek során az alsó iskoláit szülőhelyén végezte, a felsőbb műveltségét Athénban szerezte, ahol retorikát és filozófiát tanult. Alkalmi utazásoktól eltekintve, melyek során járt Alexandriában és Kisázsiában, szülőhelyén kívül legtöbbet a birodalom fővárosában tartózkodott. Rómában hamar feltűnt írói tehetségével, és színvonalas írásai mellett jó előadó is volt. Az emberek szívesen hallgatták kellemes, megnyerő beszédeit. Ellentétben azonban a legtöbb Rómába került, más tájakról érkező művelt és ügyes emberekkel, ő nem vágyott közhivatalra vagy politikai befolyást nyújtó pozíciókra. Írt és tanított, ezért egyfajta különleges elismerés is övezte tevékenységét.

### Oktatóként Khairóneiában
Olyan korban élt, amikor Claudius római császárt Nero, majd a katonacsászárok váltották egymást Róma élén, és gyakori vérfürdők jellemezték a belső politikai csatározásokat. Ő ebből kimaradt, hiszen életvitelszerűen Khairóneiában élt, családi birtokán. Itt főiskolát szervezett, mely egyfajta magániskolaként működött. Ennek a tudásközpontnak ő volt a vezetője és egyben több tárgy oktatója, ahova nagy pénzeket fizetve tódultak a tanulni vágyók. Jelentős jövedelemre tett szert azzal is, hogy könyveit sokan megvásárolták Athénban és Rómában. Mint megbecsült író, barátai közé számíthatta a birodalom több vezető politikusát, és egyikük révén a római polgárjogot is elnyerte. Traianus császár állami rangot is biztosított neki, mely külön teendőkkel nem járt, de nagyban növelte tekintélyét. Politikai szerepre vagy befolyásra amúgy sem törekedett, megmaradt öntudatos görög lokálpatriótának, még a római nevét (Mestrius) sem szerette használni. Szűkebb hazája iránti tiszteletből azonban részt vett a helyi közéletben, és tagja volt a Delphoi Apollón-templom papságának.

### Magiszteri és nagyköveti munkássága
A papi munkái mellett magiszteri és nagyköveti munkákat is végzett, Kairóneában többször is képviselte szülővárosát, ahol valószínűsíthetően egyéves arkhóni tisztséget töltött be, feltételezhetően többször is megválasztották.
Plutarkhosz legalább öt cikluson át, 107 és 127 között volt az Amfiktüóniai Liga vezetője, ezért ő volt a felelőse Püthói játékok szervezésének  Erről a "Vajon egy öregembernek kell-e közügyekben részt vennie"  című művében tesz említést.

### Írói munkássága
Rendkívül termékeny író volt, bár műveinek egy része maradt csak fenn, de ez az anyag így is több ezer nyomtatott oldalt tesz ki. Az összegyűjtés és a rendszerezés a 13. században élt Maximosz Planudész érdeme, aki az iratokat két nagy csoportba sorolta. Az első rész Éthika (Erkölcsi iratok) cím alatt 78 munkát foglalt össze, amelyek közül néhány biztosan nem Plutarkhosztól származik (az ilyen munkákat a tudomány Pszeudo-Plutarkhosz névvel jelöli), és akadnak köztük vitatott hitelességűek is. A második csoport a „Bioi paralléloi” párhuzamos életrajzok, melyeket az összeállítója után Moralia-nak neveztek el. Ezekben az életrajzokban visszaköszön Plutarkhosz hitvilága, mely szerint a görög és a római történelem hősei irtózatos vétkeikkel és óriási erényeikkel az emberi természet határainak felismerésére tanítanak.
Az Éthika cím félrevezető, mert korántsem fejti ki ezeknek a munkáknak a rendkívül sokrétű tematikáját. A Gamika parangelmata (Házassági tanácsok) című irata a tiszta családi életre buzdít, amelyben a nő igazi társa a férfinak. A további iratok egy része korabeli filozófiai iskolák vitáihoz kapcsolódik. Ő maga elkötelezett platonista volt, erről tanúskodik többek között a Platónika zétémata (Platóni problémák) című munkája, valamint több vitairata a sztoikusok és epikureusok ellen. Érdeklődése kiterjedt a természettudományra is: ilyen tárgyú műve például az Aitia phüszika (Természeti dolgok). Több irat foglalkozik vallási kérdésekkel, többek között az egyiptomi vallástörténet szempontjából fontos Peri Iszidosz kai Osziridosz (Ízisz és Ozirisz), mely az Ozirisz-mítosz egyik fontos forrásdokumentuma. Nem hiányoznak a politikai-államtudományi iratok sem. Társadalomtudományi munkái nagyrészt elvesztek, ránk csupán az Arisztophanész és Menandrosz összehasonlítása maradt, amelyben a hellenisztikus szerzőt Arisztophanész fölé helyezi, továbbá a Peri tész Hérodotu kakoétheiasz (Hérodotosz rosszindulata), amelyben a Plutarkhosz szülőföldjének a görög–perzsa háborúk idején folytatott kevéssé dicsőséges politikáját igyekezett tisztára mosni. Ifjúkori írásai szónoklatok.
Plutarkhosz máig tartó népszerűségét elsősorban a görög és római múlt uralkodóinak, hadvezéreinek és államférfiainak szentelt biográfiáinak köszönheti. A „Párhuzamos életrajzok” minden könyve egy görög és egy római személyiség életrajzát tartalmazza. A párosítás alapja jellemük hasonlósága vagy a sorsukban megmutatkozó azonos mozzanatok, melyeket az életrajzpár után következő – esetenként elmaradó – összehasonlítás (szünkrészisz) külön is részletez. A gyűjtemény, amelyet idős korában írt, csaknem teljes egészében ránk maradt, mindössze egyetlen életrajzpár veszett el belőle. A 22 könyv összesen 46 életrajzot tartalmaz, mivel van egy kettős páros: IV. Agisz spártai király és Kleomenész–Tiberius és Gaius Gracchus. További négy, eredetileg nem ebbe a sorozatba tartozó önálló életrajzot a kiadások ehhez a gyűjteményhez csatolnak. A címszereplők sora a legendás héroszoktól, Thészeusz–Romulustól a Kr. e. II. században élt Philopoiménig terjed. Életrajzaiban Plutarkhosz többnyire pozitív példákat keresett, de nem hiányzik a nagysággal párosuló hibák negatív tanulsága sem, mint például a Démétriosz–Antonius pár esetében. A görög és római nagyságok párba állítása azt sugallja, hogy a két nép legjobbjai képesség, jellem, műveltség tekintetében egyenrangúak egymással, ami kortársai számára korántsem volt magától értetődő.
A középkor még alig tudott róla, felfedezése a 15. századi latin fordításokkal kezdődik. A humanisták elsősorban az Éthika-t értékelték, amelyek egyik darabját görögből Janus Pannonius fordította latinra Dicta regum et imperatorum (Királyok és császárok jeles mondásai, 1467).
Érdekesség, hogy a Párhuzamos életrajzok című munkájában található az ókori világ egyik legkézzelfoghatóbb UFO-leírása, Lucullus életrajzában:
„…ezzel Mithridatész ellen indult harmincezer gyalogossal és kétezer-ötszáz lovassal. Amikor látótávolságra megközelítette az ellenséget, elbámulva látta, milyen sokan vannak; ezért elhatározta, hogy nem ütközik meg velük, hanem húzza az időt. De Marius, akit egy hadsereg élén Sertorius küldött Hispaniából Mithridatészhez, szembeszállt vele és harcra hívta ki. Lucullus erre csatasorba állította seregét, hogy megütközzék. Már éppen egymásra rohantak volna, midőn, minden szemmel látható előzmény nélkül, hirtelen szétnyílt az ég, és egy lángoló, alakjára leginkább boroskorsóhoz hasonló, ezüstszínű tárgy esett le a két tábor közé. A látvány úgy megijesztette a szemben álló feleket, hogy szétváltak. Ez a csodálatos jelenség, mint mondják, Phrügiában, az úgynevezett Otrüai közelében történt.”

## Művei magyarul

### 1849-ig
- Szep historia az tökélletes aszszonyállatokról, melly az Plutarhusból forditatot magyar nyelwre; Heltai Gáspárné, Kolozsvár, 1577
- Plutárkus: Apophtegmata, az az ékes és éles rövid mondások; ford. Lethenyei János; Engel Ny., Pécs, 1785
- Cheron-béli Plutárchusnak a gyermekek neveléséről írott könyve; ford., bev., jegyz. Hatvany Pál; Landerer Ny., Buda, 1795
- Némelly görög és római nagy emberek élete, 1-2.; ford. Tanárki János; Wéber, Pozsony, 1807
- Párhuzamos életrajzok Plutarchból; ford. Székács József; Eggenberger, Pest, 1847 (Hellen classicusok magyar fordításokban)

### 1850–1919
- Életrajzok Plutarchosból. 1-2. r.; ford. Szilasi Móric; Franklin, Bp., 1880
- Plutarchos párhuzamos életrajzai, 1-4.; ford., jegyz. Kacskovics Kálmán; Pallas, Bp., 1892–1900
- Perikles; ford. Kacskovics Kálmán, bev. Tóth Rezső; Lampel, Bp., 1898 (Magyar könyvtár)
- Coriolanus; ford. Kacskovics Kálmán; Lampel, Bp., 1900 (Magyar könyvtár)
- Caius Julius Caesar; ford. Kacskovics Kálmán; Lampel, Bp., 1902 (Magyar könyvtár)

### 1920–1944
- Szerelem könyve; ford. Sandelhausen Miklós; Centrum Ny., Bp., 1925
- Caesar élete; ford., bev. Sárosi Gyula; Officina, Bp., 1943 (Officina könyvtár)

### 1945–
- Három életrajz. Caius Marius, Caius Julius Caesar, Marcus Tullius Cicero; ford., utószó, jegyz. Máthé Elek; Európa, Bp., 1959 (Világirodalmi kiskönyvtár)
- Négy görög életrajz; ford., utószó, jegyz. Máthé Elek; Európa, Bp., 1961 (Világirodalmi kiskönyvtár)
- Párhuzamos életrajzok; ford., jegyz. Máthé Elek, utószó Borzsák István; Magyar Helikon, Bp., 1965 (Helikon klasszikusok)
- Híres rómaiak; oroszból ford., átdolg. F. Kemény Márta; Móra, Bp., 1967
- Isis és Osiris; ford. Wojtilla Ágnes, előszó; ELTE, Bp., 1976 (Az Eötvös Loránd Tudományegyetem ókori történeti tanszékeinek kiadványai)
- Párhuzamos életrajzok, 1-2.; ford., jegyz. Máthé Elek, utószó Borzsák István; 2. jav. kiad.; Magyar Helikon–Európa, Bp., 1978 (Bibliotheca classica)
- Szókratész daimónja; vál., ford., jegyz., utószó W. Salgó Ágnes; Helikon, Bp., 1985 (Prométheusz könyvek) ISBN 963-207-812-8
- Izisz és Ozirisz (De Iside). (ford. W. Salgó Ágnes) Európa Könyvkiadó, Budapest, 1986
- Morálfilozófiai értekezések; összeáll., ford., előszó, jegyz. Lautner Péter; Kossuth, Bp., 1998
- Moralia. Erkölcsi, filozófiai, állambölcsészeti kérdések; összeáll. Rakonczai János; Bába, Szeged, 2012 ISBN 978-963-319-062-3
- Párhuzamos életrajzok. OSIRIS KIADÓ KFT. Budapest, 2005. ISBN 978-963-389-808-6.
- Alexandrosz életrajza (ford. Máthé Elek; inː A lakoma. A görög-latin próza mesterei; vál., jegyz. Simon Róbert)
- Válogatott esszék és dialógusok. Corvina Kiadó, Budapest, 2025. ford.: Agócs Péter et al. ISBN 9789631370652

## Ajánlott irodalom
- Falus Róbert: Apollón lantja. A görög-római irodalom kistükre. Móra Ferenc Könyvkiadó, Bp. 1982.
- Falus Róbert: Az ókori görög irodalom története, Gondolat, Bp. 1964.